# Joseph Tobji

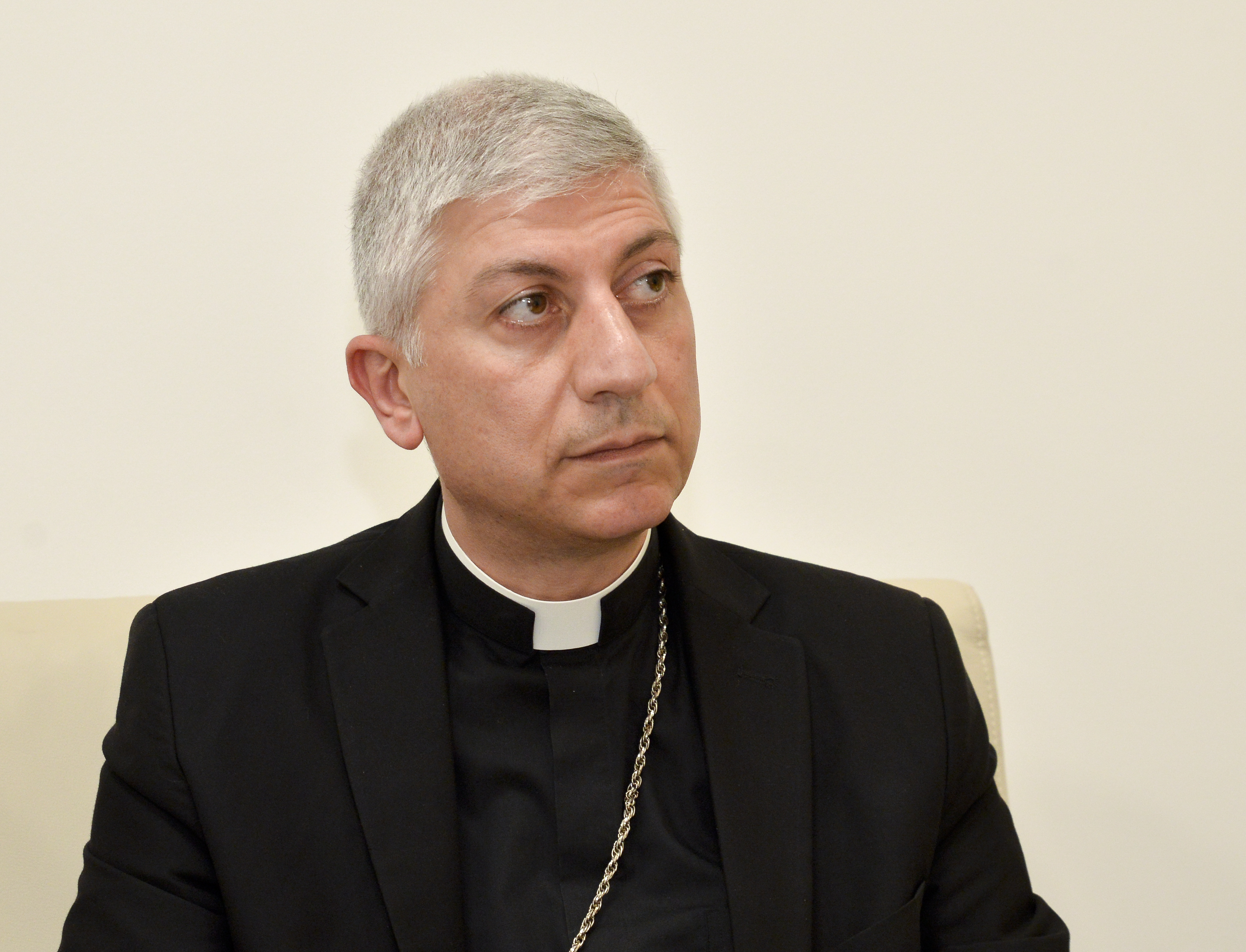
Joseph Tobji (2018)

Joseph Tobji (* 28. März 1971 in Aleppo, Syrien) ist maronitischer Erzbischof von Aleppo.

## Leben
Joseph Tobji empfing am 16. März 1996 das Sakrament der Priesterweihe für die maronitische Erzeparchie Aleppo.
Die vom 10. bis 14. März 2015 tagende Bischofssynode der maronitischen Bischöfe wählte ihn zum Erzbischof von Aleppo. Papst Franziskus stimmte seiner Wahl zum Erzbischof von Aleppo am 31. Oktober 2015 zu. Der maronitische Patriarch von Antiochien, Béchara Pierre Kardinal Raï OMM, spendete ihm am 7. Dezember desselben Jahres die Bischofsweihe; Mitkonsekratoren waren der emeritierte maronitische Erzbischof von Aleppo, Youssef Anis Abi-Aad IdP, und der Bischof von Latakia, Elias Khoury Slaiman Slaiman, sowie der Bischof von Latakia, Antoine Chbeir.